# Roeslan Avlejev
Roeslan Sjamiljevitsj Avlejev (Russisch: Руслан Шамильевич Авлеев) (Sarapoel, 4 juni 1976) is een voormalig professionele basketbalspeler die speelde voor het nationale team van Rusland.

## Carrière
Avlejev begon zijn carrière bij CSKA Moskou in 1996 en werd kampioen in 1997. In 1997 stapte hij over na Lokomotiv Alma-Ata in Kazachstan. In 1998 tekende hij een contract bij Lokomotiv Kazan. Na een jaar ging spelen voor UNICS Kazan. Na een jaar stapte hij over naar Ural-Great Perm. Met deze club werd hij landskampioen in 2002. In 2002 verhuisde hij naar Virtus Pallacanestro Bologna in Italië. in 2003 keerde hij terug bij Ural-Great Perm. Met deze club won hij de Russische beker in 2004. In 2004 ging hij naar UNICS Kazan. In 2005 speelt hij even voor Dinamo Moskou, om gelijk weer terug te keren bij UNICS Kazan. In 2006 stopt hij met basketbal.

## Erelijst
- Landskampioen Rusland: 2
  - Winnaar: 1997, 2002
  - Tweede: 2001
  - Derde: 2005
- Bekerwinnaar Rusland: 1
  - Winnaar: 2004
  - Runner-up: 2005
- NEBL:
  - Runner-up: 2002